# Sentirai parlare di me
Sentirai parlare di me è un libro scritto da Sara Rattaro ed edito dalla Mondadori editore nel 2019.

## Trama
Il romanzo si incentra sulla figura di Bianca: una ragazza che ha il desiderio di intraprendere la professione di giornalista. Bianca e il suo migliore amico, Matteo, sono i responsabili del giornalino della scuola. Durante l'attività scolastica, la protagonista assiste alla testimonianza di Vittoria, una giornalista invitata a parlare  della sua professione. Durante tale incontro, Vittoria interromperà la propria lezione in quanto chiamata d'urgenza per seguire un'indagine. Bianca, rimasta affascinata da Vittoria, la cerca per chiedere un sostegno nel risolvere un problema. La protagonista, infatti, intende smascherare chi sia l'artista che realizza murales in diverse zone della città. Una volta trovata Vittoria, questa le narra la storia della prima reporter al mondo Nellie Bly e delle sue battaglie in materia di uguaglianza. La biografia di Nellie Bly sarà di ispirazione alla protagonista per risolvere i propri problemi.

## Edizioni
- Sentirai parlare di me, Milano, Mondadori Editore, 2019, ISBN 9788804708131.